# Nenad Šegvić
Nenad Šegvić (Split, 7. listopada 1936. – Rijeka, 11. srpnja 2021.) bio je hrvatski kazališni glumac.

## Životopis
Nenad šegvić rodio se u Splitu 1936. godine gdje je završio osnovnu i srednju školu, a u Beogradu 1959. godine završava tamošnju Dramsku akademiju. Prvu veliku ulogu ostvario je u splitskom HNK 1961. godine kao Don Jere u Marinkovićevoj Gloriji. U riječko HNK odlazi 1964. gdje ostaje do svojeg umirovljenja 1999. godine. U istom kazalištu obnašao je dužnost ravnatelja drame od 1976. do 1986. godine. Osim glume, Šegvić se angažirao i u dramskoj organizaciji te je tako jedan od osnivača HKD Teatra te Hrvatskog festivala malih scena.
Bio je suprug glumice Edite Karađole.

## Filmografija

### Televizijske uloge
- "Nepokoreni grad" (1982.)
- "Marija" kao Zorkin muž Marko (1977.)
- "Sajam razbojnika" kao Graf Peregrini (1968.)

### Filmske uloge
- "Srbenka" kao Nenad Šegvić (2018.)
- "Ministarstvo ljubavi" kao starac (2016.)
- "Vježbanje života" (1991.)
- "Život sa stricem" (1988.)
- "Crveni i crni" (1985.)
- "Grgo gre u Pazin" (1983.)
- "Put u raj" (1970.)

## Vanjske poveznice
- Nenead Šegvić u internetskoj bazi filmova IMDb-u (engl.)